# Vjesnik Đakovačko-osječke nadbiskupije
Vjesnik Đakovačko-osječke nadbiskupije : časopis za pastoralnu orijentaciju hrvatski je katolički časopis.

## Povijest
Časopis je pokrenut 1873. kao Glasnik Biskupije đakovačko sriemske. Uređivali su ga  Julije Liebbald-Ljubojević, Ivan Koharić, Mijat Kučera i Josip Paus. Od 1879. izlazi pod naslovom Glasnik Biskupija bosanske i srijemske. Urednici su bili Josip Kuhner, Matija Pavić, Alojzije Vincetić, Marinko Lacković, Andrija Živković, Andrija Spiletak, Zvonimir Marković i Pero Ivanišić.
Od 1948. do 1954. godine naziv časopisa je je Vjesnik Biskupije đakovačke, a urednici su Zvonimir Marković i Marinko Prepunić. Kao Vjesnik Đakovačke biskupije : revija za pastoralnu orijentaciju svećenika izlazi od 1955. do 1987. godine. Uređuju ga  Marinko Prepunić, Vilim Hiršnhauzer i Nikola Dogan.
Od 1988. do 2008. izlazi kao Vjesnik Đakovačke i Srijemske biskupije : časopis za pastoralnu orijentaciju, a urednici su Nikola Dogan, Marko Tomić, Đuro Hranić i Vladimir Dugalić. Od 2008. do 2018. izlazi kao Vjesnik Đakovačko-osječke nadbiskupije i Srijemske biskupije : časopis za pastoralnu orijentaciju, uređuju ga Vladimir Dugalić i Boris Vulić.
Od 2019. godine časopis izlazi pod sadašnjim naslovom. Glavni urednik je Boris Vulić.

## Sadržaj
Časopis donosi teološke i pastoralne priloge, crkvene dokumente i vijesti iz crkvenog i vjerskog života.

## Vanjske poveznice
Mrežna mjesta
- Vjesnik Đakovačko-osječke nadbiskupije, službeno mrežno mjesto